# Campionato brasiliano di rugby a 15 2008
Il Campionato brasiliano di rugby 2008 (Campeonato brasileiro de rugby de 2008 in portoghese) è stata una competizione promossa dalla ABR (Associação Brasileira de Rugby), con otto squadre partecipanti. Il torneo è iniziato il 23 agosto e si è concluso il 27 settembre.
La squadra vincitrice è stata il São José Rugby Clube di São José dos Campos, che ha conquistato il suo quinto titolo.

## Squadre partecipanti
| Squadra      | Città               | Stato          |
| ------------ | ------------------- | -------------- |
| Bandeirantes | San Paolo           | San Paolo      |
| BH Rugby     | Belo Horizonte      | Minas Gerais   |
| Curitiba     | Curitiba            | Paraná         |
| Desterro     | Florianópolis       | Santa Catarina |
| Niterói      | Niterói             | Rio de Janeiro |
| Orixás       | Salvador            | Bahia          |
| Rio Branco   | San Paolo           | San Paolo      |
| São José     | São José dos Campos | San Paolo      |

Le squadre sono state divise in due gironi di quattro squadre. Le prime due classificate si sono incrociate nelle semifinali per poi determinare le squadre finaliste

## Risultati

### Gruppo A
Prima giornata
| São José dos Campos 23 agosto 2008 | São José | 36 – 5 | Orixás |  |

| Curitiba 23 agosto 2008 | Curitiba | 11 – 11 | Niterói |  |

Seconda giornata
| Salvador 30 agosto 2008 | Orixás | 5 – 29 | Curitiba |  |

| Niterói 30 agosto 2008 | Niterói | 10 – 29 | São José |  |

 Terza giornata
| Niterói 6 settembre 2008 | Niterói | 28 – 0 | Orixás |  |

| Curitiba 6 settembre 2008 | Curitiba | 5 – 28 | São José |  |

 Classifica
| Pos | Squadra  | Punti | PG | PV | PN | PP | Bonus | Mete | Pu. F | Pu. S |
| --- | -------- | ----- | -- | -- | -- | -- | ----- | ---- | ----- | ----- |
| 1   | São José | 15    | 3  | 2  | 0  | 0  | 3     | 19   | 123   | 20    |
| 2   | Niterói  | 7     | 3  | 1  | 1  | 1  | 1     | 6    | 49    | 40    |
| 3   | Curitiba | 7     | 3  | 1  | 1  | 1  | 1     | 6    | 45    | 74    |
| 4   | Orixás   | 0     | 3  | 0  | 0  | 3  | 0     | 2    | 10    | 93    |

### Gruppo B
Prima giornata
| São Roque 23 agosto 2008 | Bandeirantes | 18 – 5 | Rio Branco |  |

| Floripa 23 agosto 2008 | Desterro | 28 – 0 | BH Rugby |  |

Seconda giornata
| Belo Horizonte 30 agosto 2008 | BH Rugby | 10 – 64 | Bandeirantes |  |

| São Roque 30 agosto 2008 | Rio Branco | 15 – 31 | Desterro |  |

 Terza giornata
| Floripa 6 settembre 2008 | Desterro | 17 – 15 | Bandeirantes |  |

| Belo Horizonte 6 settembre 2008 | BH Rugby | 5 – 26 | Rio Branco |  |

 Classifica
| Pos | Squadra      | Punti | PG | PV | PN | PP | Bonus | Mete | Pu. F | Pu. S |
| --- | ------------ | ----- | -- | -- | -- | -- | ----- | ---- | ----- | ----- |
| 1   | Desterro     | 14    | 3  | 3  | 0  | 0  | 2     | 11   | 76    | 30    |
| 2   | Bandeirantes | 9     | 3  | 2  | 0  | 1  | 1     | 16   | 97    | 32    |
| 3   | Rio Branco   | 4     | 3  | 1  | 0  | 2  | 0     | 6    | 46    | 54    |
| 4   | BH Rugby     | 0     | 3  | 0  | 0  | 3  | 0     | 2    | 15    | 118   |

### Semifinali
| São José dos Campos 13 settembre 2008 | São José | 32 – 13 | Bandeirantes |  |

| Floripa 13 settembre 2008 | Desterro | 17 – 20 | Niterói |  |

## Finale 5º posto
| Curitiba 27 settembre 2008 | Curitiba | 10 – 18 | Rio Branco |  |

## Finale 3º posto
| 27 settembre 2008 | Bandeirantes | 22 – 33 | Desterro |  |

## Finale 1º posto
| 27 settembre 2008 | São José | 25 – 13 | Niterói |  |

## Spareggio per l'ammissione al campionato 2009
| Belo Horizonte 14 marzo 2009 | BH Rugby | 6 – 30 | Pasteur | Estádio do Rei |